# 이창 (배우)
이창(1972년 10월 9일 ~ )은 대한민국의 배우이다.

## 학력
- 용인대학교 연극영화학과

## 출연 작품

### 영화
- 《매미소리》 (2022년) - 이 피디 역
- 《육혈포 강도단》 (2010년) - 교통과 팀장 역
- 《내 청춘에게 고함》 (2006년) - 불륜남 역
- 《가문의 부활 - 가문의 영광 3》 (2006년) - 의사 역
- 《얼굴 없는 미녀》 (2004년) - 민석 동료 역
- 《어디선가 누군가에 무슨 일이 생기면 틀림없이 나타난다 홍반장》 (2004년) - 중개인1 역
- 《첫사랑 사수 궐기대회》 (2003년) - 남직원3 역
- 《나비》 (2003년) - 제비1 역
- 《대한민국 헌법 제1조》 (2003년) - 리서치 역
- 《4발가락》 (2002년) - 기자 역
- 《피도 눈물도 없이》 (2002년) - 촌뜨기들 역
- 《예스터데이》 (2002년)
- 《아프리카》 (2002년) - 운전기사 역
- 《우렁각시》 (2002년) - 꿈속악당 역
- 《자카르타》 (2000년) - 시체 중개인 역
- 《마지막 방위》 (1997년)
- 《할렐루야》 (1997년)

### 드라마
- 《하늘의 인연》 (2023년, MBC) - 윤솔 측 변호인 역
- 《비밀의 집》 (2022년, MBC) - 최 변호사 역
- 《태종 이방원》 (2021~2022년, KBS1) - 최유경 역
- 《포레스트》 (2020년, KBS2) - 개발업자 역
- 《찬란한 내 인생》 (2020년, MBC) - 신상그룹 감사팀 직원 역
- 《맛 좀 보실래요》 (2019년, SBS) - 이부장 역
- 《태양의 계절》 (2019년, KBS2)
- 《특별근로감독관 조장풍》 (2019년, MBC)
- 《뷰티 인사이드》 (2018년, JTBC)
- 《플레이어》 (2018년, OCN)
- 《김비서가 왜 그럴까》 (2018년, tvN) - 아트센터 센터장 역
- 《내일도 맑음》 (2018년, KBS1) - 윤동식 역
- 《으라차차 와이키키》 (2018년, JTBC)
- 《저글러스》 (2018년, KBS2)
- 《너의 등짝에 스매싱》 (2018년, TV조선)
- 《20세기 소년소녀》 (2017년, MBC) - 봉PD 역
- 《밥상 차리는 남자》 (2017년, MBC) - 리조트매니져 역
- 《조작》 (2017년, SBS)
- 《최고의 한방》 (2017년, KBS2) - 납골당직원 역
- 《아버지가 이상해》 (2017년, KBS2) - 류균상 감독 역
- 《이름 없는 여자》 (2017년, KBS2)
- 《언니는 살아있다》 (2017년, SBS) - 박형사 역
- 《아임 쏘리 강남구》 (2017년, SBS)
- 《자체발광 오피스》 (2017년, MBC)
- 《황금주머니》 (2017년, MBC)
- 《빙구》 (2017년, MBC)
- 《월계수 양복점 신사들》 (2017년, KBS2)
- 《당신은 선물》 (2016년, SBS) - 남재현 역
- 《신데렐라와 네 명의 기사》 (2016년, tvN)
- 《W》 (2016년, MBC)
- 《함부로 애틋하게》 (2016년, KBS2)
- 《옥중화》 (2016년, MBC)
- 《몬스터》 (2016년, MBC) - 도도호텔 매니저 역
- 《원티드》 (2016년, SBS) - 토크쇼 ‘키스앤토크’피디 역
- 《미녀 공심이》 (2016년, SBS)
- 《딴따라》 (2016년, SBS)
- 《별난가족》 (2016년, KBS1)
- 《돌아와요 아저씨》 (2016년, SBS)
- 《태양의 후예》 (2016년, KBS2)
- 《리멤버 - 아들의 전쟁》 (2016년, SBS) - 함지석 역
- 《무림학교》 (2016년, KBS2) - 정 PD 역
- 《그녀는 예뻤다》 (2015년, MBC)
- 《돌아온 황금복》 (2015년, SBS) - 가짜 이명철 역
- 《애인 있어요》 (2015년, SBS)
- 《화려한 유혹》 (2015년, MBC)
- 《부탁해요, 엄마》 (2015년, KBS2)
- 《귀신 보는 형사 처용 2》 (2015년, OCN)
- 《용팔이》 (2015년, SBS)
- 《라스트》 (2015년, JTBC)
- 《엄마》 (2015년, MBC)
- 《가족을 지켜라》 (2015년, KBS1) - 환자 송우식 역
- 《딱 너 같은 딸》 (2015년, MBC)
- 《화정》 (2015년, MBC)
- 《인생 추적자 이재구》 (2015년, SBS) - 의사 1 역
- 《닥터 프로스트》 (2014년~2015년, OCN) - 반지 협찬사 관계자 역
- 《미녀의 탄생》 (2014년~2015년, SBS) - 사진작가 역
- 《운명처럼 널 사랑해》 (2014년, MBC) - 산부인과 의사 역
- 《조선 총잡이》 (2014년, KBS2) - 금부도사 역
- 《닥터 이방인》 (2014년, SBS) - 이성훈(한재준)의 아버지 역
- 《개과천선》 (2014년, MBC) - 변호사 역
- 《태양은 가득히》 (2014년, KBS2)
- 《별에서 온 그대》 (2013년~2014년, SBS) - 영화감독 역
- 《메디컬 탑팀》 (2013년, MBC) - 은바위 엄마의 남편 역
- 《비밀》 (2013년, KBS2) - 안도훈의 지인 역
- 《그녀의 신화》 (2013년, JTBC) - 김종욱 측 변호사 역
- 《스캔들: 매우 충격적이고 부도덕한 사건》 (2013년, MBC)
- 《여왕의 교실》 (2013년, MBC) - 류 교수 역
- 《백년의 유산》 (2013년, MBC) - 회사 감사실 직원 역
- 《보고싶다》 (2012년~2013년, MBC) - 기자 역
- 《세상 어디에도 없는 착한남자》 (2012년, KBS2) - 강마루에게 반한 여자의 남편 역
- 《유령》 (2012년, SBS) - 기자 역
- 《아이두 아이두》 (2012년, MBC) - 산부인과 의사 역
- 《인현왕후의 남자》 (2012년, tvN) - 의사 역
- 《적도의 남자》 (2012년, KBS2) - 기자 역
- 《넝쿨째 굴러온 당신》 (2012년, KBS2) - 엄자매에게 대시하는 남자 역
- 《인수대비》 (2011년, JTBC) - 임영대군 역
- 《뱀파이어 검사》 (2011년, OCN) - 보육원 원장 역
- 《애정만만세》 (2011년~2012년, MBC) - 의사 역
- 《로열 패밀리》 (2011년, MBC) - 백두산 팀장 역
- 《싸인》 (2011년, SBS) - 게임회사 사장 역
- 《마이 프린세스》 (2011년, MBC) - 기자 역
- 《괜찮아, 아빠딸》 (2010년~2011년, SBS) - Bar 사장 역
- 《별순검 시즌3》 (2010년, MBC 드라마넷) - 두성 역
- 《동이》 (2010년, MBC) - 허의관 역
- 《별순검 시즌2》 (2008년, MBC 드라마넷) - 나분도 역
- 《사랑한다면 이들처럼》 (2007년, SBS) - 약사 역
- 《연개소문》 (2006년, SBS) - 조삼량 역
- 《토지》 (2004년, SBS) - 조찬하 역[3]